# Samoa Amerykańskie na Letnich Igrzyskach Olimpijskich Młodzieży 2010
Samoa Amerykańskie na Letnich Igrzyskach Olimpijskich Młodzieży w Singapurze w 2010 reprezentowało 4 sportowców w 4 dyscyplinach.

## Skład kadry

### Pływanie
- Benjamin Gabbard
  - 200 m st. dowolnym - nie wystartował[2]
  - 200 m st. motylkowym - nie wystartował[3]

### Podnoszenie ciężarów
- Saumaleato Faʻagu - kategoria do 85 kg - 7. miejsce[4]

### Zapasy
- Manuolefoaga Sualevai - kategoria do 100 kg - 8. miejsce[5]

### Żeglarstwo
- Tu'iemanu Ripley - kategoria Byte CII - 271 pkt - 30. miejsce[6]